# La Mitrailleuse d'argile
La Mitrailleuse d'argile (russe : Чапаев и Пустота) est un roman de Viktor Pelevine, paru pour la première fois en 1996. Il a été traduit en français par Galia Ackerman et Pierre Lorrain et a paru aux éditions du Seuil.

## Trame

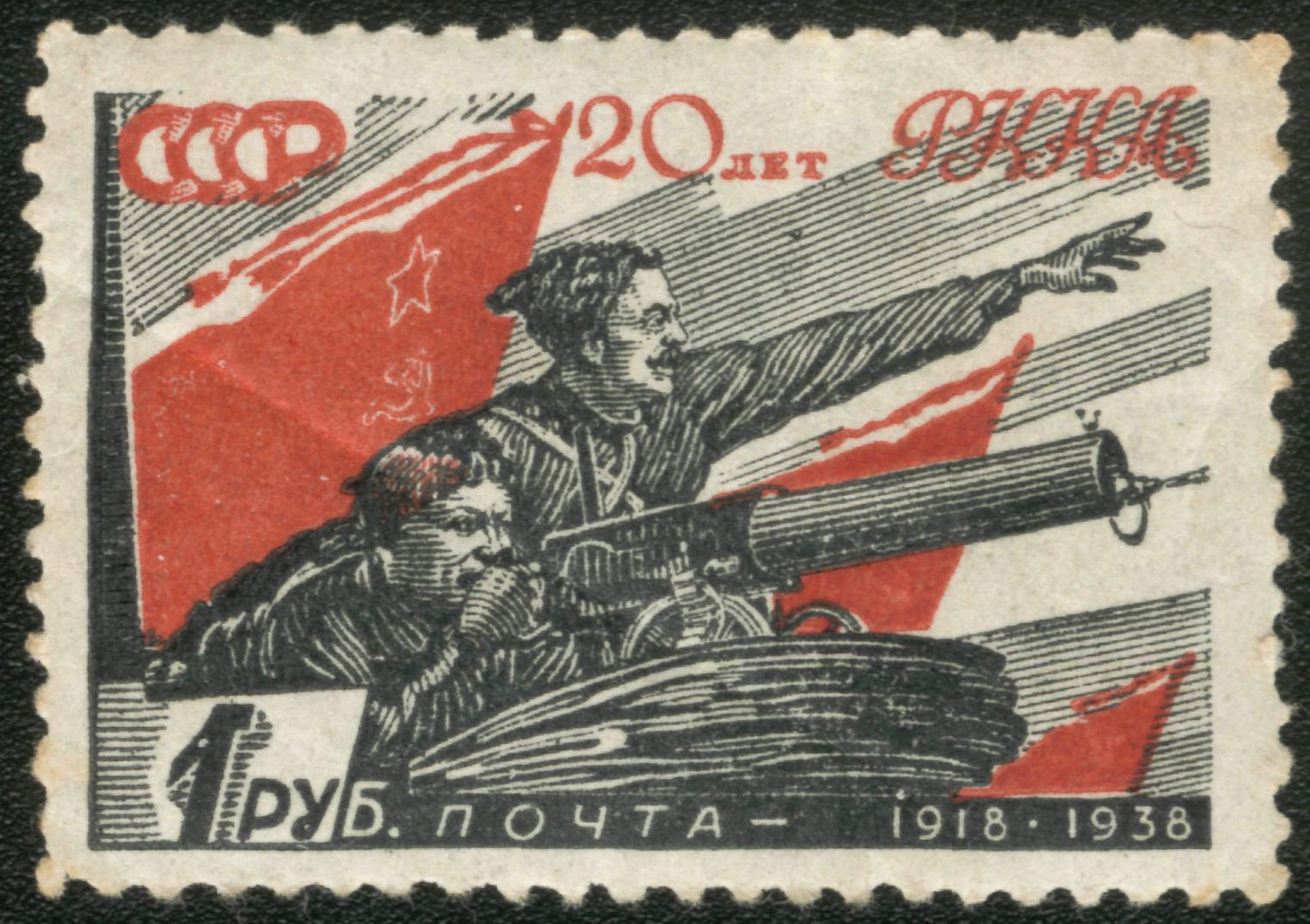
Timbre soviétique de 1938 représentant Vassili Tchapaïev.

Le roman est écrit à la première personne par Piotr Poustota (en français, Pierre Vide). Dès l'introduction, il précise que contrairement au livre de Dmitri Fourmanov, Tchapaïev, son livre raconte la vérité.
L'histoire se déroule à deux époques différentes : après la révolution d'Octobre et dans la Russie d'aujourd'hui. Dans la période post-révolutionnaire, Piotr Poustota est un poète qui a fui Saint-Pétersbourg pour Moscou et qui prend l'identité d'un commissaire politique soviétique. Il rencontre un homme étrange nommé Vassili Tchapaïev, une sorte de commandant d'armée. Il passe ses jours à boire du samogon,, à se droguer et à parler du sens de la vie avec Tchapaïev, « détenteur d’une arme absolue et philosophique, la mitrailleuse d’argile »
Chaque nuit, Poustota a des cauchemars où il se voit enfermé dans un hôpital psychiatrique à cause de ses croyances et de son statut de poète. Il partage sa chambre avec trois autres Russes et reçoit un traitement pour « dédoublement d’une fausse personnalité. »
Jusqu'à la fin du livre, on ne sait pas laquelle de ses identités est la vraie, si tant est qu'il en existe une de vraie...

## Source de la traduction
- (en) Cet article est partiellement ou en totalité issu de l’article de Wikipédia en anglais intitulé « Chapayev and Void » (voir la liste des auteurs).